# Torrent del Fitó
El Torrent del Fitó és un curs fluvial del Solsonès que, en confluir amb el Torrent de la Torre, dona lloc a la Riera de Mantellí.
Neix al vessant de llevant del Pinós Serra de Pinós, a uns 450 m. del cim d'aquesta muntanya. Inicialment pren la direcció cap a les 5 del rellotge, direcció que manté fins que passa pel costat de ponent del nucli de Pinós; llavors tomba cap a les 8 der rellotga, direcció que mantindrà fins a la seva confluència amb el Torrent de la Torre.

## Termes municipals que travessa
El Torrent del Fitó transcorre íntegrament pel terme municipal de Pinós (Solsonès)

## Xarxa hidrogràfica
La xarxa hidrogràfica del Torrent del Fitó està constituïda per 43 cursos fluvials la longitud total dels quals suma 17.763 m. que transcorren íntegrament pel terma municipal de Pinós.